# Морквянець
Морквянець, лігустик або лігустикум (Ligusticum) — рід трав'янистих рослин родини окружкові (Apiaceae). Рослини поширені в помірних регіонах Північної півкулі. Етимологія: назва, як вважають, походить від італійського регіону Лігурії.

## Опис
Трави багаторічні. Корені циліндричні або веретеноподібні. Стебла підняті, стрункі. Базальне і нижнє листя черешкове; листові пластини 1–3-перисті або трилисті й 2–4-перисті. Стеблові листки поступово зменшуються вгору або відсутні. Суцвіття розгалужені, рідше нерозгалужені; зонтики складні, кінцеві, та бічні, або тільки кінцеві; приквіток кілька. Пелюстки білі, багрові, фіалкові або блідо-рожеві, верхівки зубчасті. Плоди довгасті або довгасто-яйцеподібні, дорсально стиснуті; ребра всі видні або бічні ребра вузькокрилі.

## Поширення
Приблизно 60 видів: Азія, Європа, Північна Америка.
В Україні проживає Ligusticum scoticum (L.) Crantz (лігустик мутеліновий або морквянець гірський) — на гірських субальпійських і альпійських луках (полонинах) — у Карпатах, часто.

## Використання
Коріння кількох видів використовуються як лікарські трави. L. wallichii — одна з 50 основних лікарських рослин, які використовуються в китайській гербології. L. porteri використовується у західній фітотерапії. Ефірні олії Ligusticum sinense та L. jeholens мають природну антимікробну й антиоксидантну дію.